# Merry
Merry (メリー Merī?, stilizat ca MERRY) este o formație japoneză de Punk rock și visual kei formată în anul 2001.

## Membri
- Gara - Voce
- Yuu - Chitară
- Kenichi - Chitară
- Tetsu - Chitară bas
- Nero - Tobe

## Discografie

### Albume
- 24 December 2014 - NOnsenSe MARkeT
- 27 July 2011 – Beautiful Freaks
- 25 February 2009 – Under-World
- 7 November 2007 – M. E. R. R. Y.
- 19 July 2006 – Peep Show
- 7 September 2005 – nu chemical rhetoric
- 30 June 2004 – Modern garde
- 13 April 2003 – Gendai stoic